# Опівнічні сини
Опівнічні сини (англ. Midnight Sons) — це вигадана команда надприродних супергероїв, які з'являються в американських коміксах, виданих Marvel Comics. Включаючи Гелстрома, Дженніфер Кейл, Морбіуса, Нічного перевертня, Доктора Стренджа та Примарного вершника Денні Кетча та Джонні Блейза, команда вперше з’явилася в «Ghost Rider» #31 (листопад 1992). З обкладинками коміксів, датованими груднем 1993 року по серпнем 1994 року, Marvel позначила всі історії, пов’язані з групою, чітким сімейним відбитком і обкладинкою.

## Історія видання
«Сини опівночі» з’явилися в кількох кросоверах 1990-х років надприродних ігор Marvel. Перший, «Повстання опівнічних синів», започаткував кілька книг із серії Midnight Sons, включаючи Morbius (вересень 1992), Darkhold: Pages from the Book of Sins (жовтень 1992) і Nightstalkers (листопад. 1992).
Група з'явилася в дев'яти випусках антології коміксів Midnight Sons Unlimited, яка виходила з квітня 1993 по травень 1995.
Останнім кросовером стала сімнадцятисерійна «Облога темряви», яка виходила з грудня 1993 по січень 1994 року. Він був представлений у двох послідовних випусках кожної назви Midnight Sons, а також чотирьох випусках Marvel Comics Presents (№ 143-146) і двох випусках Doctor Strange, назви, яка нещодавно була включена в лінію. Його рекламували у вставці на восьми сторінках у кількох коміксах у жовтні, листопаді та грудні 1993 року. За текстом реклами, написаної Джеффрі Лі Сіммонсом.
Вперше в історії Marvel одна з наших сімейних груп отримує власний сімейний відбиток і обкладинку. Це означає, що на зовнішній стороні книжки всі книги сімейства матимуть новий символ обкладинки, кинджал Midnight Sons, а також подібні обкладинки. Всередині назви Midnight Sons матимуть сильнішу послідовність, створюючи більш захоплюючий, тісно пов’язаний підрозділ Всесвіту Marvel.
У рекламі також стверджувалося, що Midnight Sons були «першою окремою сімейною групою». 
Однак «Облога темряви» ознаменувала скасування Darkhold: Pages from the Book of Sins, і бренд Midnight Sons проіснував недовго. Nightstalkers витримав лише три випуски. Серія Blade and Blaze не зацікавила. Логотип Midnight Sons зрештою було вилучено з решти назв, датованих вереснем 1994 року, хоча Morbius, Blade, Blaze, Doctor Strange, Ghost Rider (том 3), Marvel Comics Presents і останні три випуски Midnight Sons Unlimited продовжувалися. під звичайним логотипом Marvel.
Відбиток Marvel Edge дебютував у 1995 році, включаючи деякі з тих самих поточних ігор, що й Midnight Sons, зокрема Доктор Стрендж: Верховний чародій та Примарний вершник.
Інше втілення команди було показано в Marvel Zombies 3 і Marvel Zombies 4, які дебютували в 2008 і 2009 роках відповідно.
У лютому 2017 року художник Moon Knight Грег Смоллвуд висловив інтерес до оновленої версії Midnight Sons, яка включає команду, що складається з Місячного Лицаря, Блейда, Примарного вершника, Доктора Стренджа, Карателя, Деймона Гелстрома, Дженніфера Кейла та Ганнібала Кінґа.
У червні 2022 року було анонсовано нову обмежену серію, яка вийде у вересні 2022 року під назвою «Опівнічні сонця». Серія буде написана Ітаном Саксом з художником Луїджі Загаріа. Реєстр складатиметься з Блейда, Примарний вершник, Меджик, Росомаха, Ніко Мінору та Зої Лаво.

## Вигадана біографія команди

### Повстання Опівнічних синів
Команда була сформована Примарними Вершниками, Денні Кетчем і Джонні Блейзом після того, як Примарний Вершник отримав видіння, в якому він дізнався, що Ліліт, Мати всіх Демонів ( не донька Дракули, інший однойменний персонаж Marvel) воскресає і позує чудову загроза. Вона планувала використати своїх дітей-демонів, Лілін, щоб захопити Землю. Хоча у Ліліт було багато дітей, у неї було четверо дітей, які були їй дуже віддані. Їх імена були Пілігрим, Накота, Мітмаркет і наймогутніший із чотирьох, Блекаут, давній ворог Примарного Вершника (Блекаут спочатку не був справжнім дитям Ліліт, а радше онуком. Пізніше його вбили, і Ліліт народила Блекаута разом з іншими своїми дітьми, таким чином він дійсно став одним із її справжніх дітей). Хоча у неї буде набагато більше дітей, які їй допоможуть, решта покинули Ліліт. Після того, як її ув'язнили, багато з Лілін були або розсіяні, або вбиті. Ті, хто був розсіяний, забули шляхи Ліліт і продовжили життя, за винятком найвірніших слуг Ліліт.
Команда складалася з Nightstalkers (Ерік Брукс / Блейд, Frank Drake і Hannibal King), Morbius, the Living Vampire, the Spirits of Vengeance ( Danny Ketch / Ghost Rider, Johnny Blaze / Ghost Rider, а пізніше Майкл Баділіно / Vengeance ), і охоронці Даркголда, Даркголд Спасителі (Сем Бьюкенен, Вікторія Монтезі, Луїза Гастінгс, а пізніше Модред Містик і Джинкс). Таємно збираючи команду та підгрупи всередині, за лаштунками, Доктор Стрендж офіційно не приєднався до команди до сюжетної лінії «Облога темряви».

### Опівнічна різанина
Друга велика зустріч між Синами Опівнічі відбулася, коли Блейд з пажем з Даркхолду став демонічною істотою Світчблейд. Він убив більшість Синів Опівночі, згодом перебравши владу та зброю кожного. Його нарешті зупинили, коли Луїза Гастінгс використала протизаклинання з Даркголду.

### Облога Темряви
«Облога Темряви» складалася з двох наступних історій, у яких Сини Опівночі боролися з групами, пов’язаними з двома головними лиходіями, Ліліт і Заратосом. У першій сюжетній арці обкладинки були чорні з розпливчастими контурами, і Сини опівночі билися з Ліліном, який вторгся на землю в таємничому диму, що виходив із кладовища Сайпрес-Хіллз. Лілін, включений до цієї арки, включає Bad Timing, Martine Bencroft, Blackout, Dark Legion, Meatmarket, Nakota, Outcast, Pilgrim, Sister Nil, Stonecold і Bloodthirst, який оволодів Морбіусом. У другій сюжетній арці на обкладинках зображено малюнок, що капає кров, а «Сини опівночі» боролися з групою Fallen, вірною Заратосу. До загиблих належать Звірство, Ембірра, Метарх, Патріарх і Саломея.

#### Лілін
На початку оповідання Примарний Вершник і Блейз розповідають Нічним переслідувачам, Викупителям Даркхолду та Морбіусу, що вони вбили Ліліт і Заратоса. Нічні переслідувачі, які налаштовані скептично, проводять розслідування, але знаходять туман, що містить Лілін, який зараз виходить із кладовища Сайпрес-Хіллс. Коли інші Сини Опівночі приєднуються до бою, вони дізнаються, що замість того, щоб убити Ліліт і Заратоса, Примарний Вершник і Блейз відкрили портал до Шадосайд, куди був засланий Лілін. Вони розділилися на дві групи: одну очолив Примарний вершник, а іншу очолив Морбіус. Caretaker, Doctor Strange і Vengeance також приєднуються до бою. Доглядач стверджує, що Заратос могутніший, і вони повинні захистити Медальйон Сили. Доктор Стрендж телепортує групу Примарного Вершника до свого Святилища. Від якогось Ліліна вони дізнаються, що в команді Морбіуса є зрадник. Команда, яка переслідує Морбіуса, до якої входить Луїза Гастінгс, ховається в одній зі старих лабораторій Морбіуса. Луїза Гастінгс дізнається, що Морбіус заразився кров'ю Лілін, і Морбіус таємно вбиває її. Морбіус був захоплений Лілінським Кровожером. Потім він просить увійти до Sanctum Sanctorum доктора Стренджа. Не знаючи, що Морбіус одержимий, Доктор Стрендж дозволяє йому увійти, що дозволяє іншим Лілін слідувати. Доктор Стрендж переконує Морбіуса боротися з контролем Кровопраги. Потім Доктор Стрендж накладає заклинання, яке змушує Sanctum Sanctorum вибухнути. Потім духи помсти протистоять Ліліт і Заратосу на цвинтарі Сайпрес-Хіллз і використовують Медальйон сили, щоб відправити Ліліт і Лілін назад на Шадосайд. Медальйон Сили зникає.

#### The Fallen
Після того, як Ліліт вигнано, здається, ніби група під назвою The Fallen, вірна Заратосу, повернулася з вигнання. The Fallen є відгалуженням The Blood, групи, до якої належить Caretaker. Занепалий покинув Кров, щоб піти за чарівником Заратосом. Занепалі швидко перемогли Midnight Sons і взяли Доглядача в полон. Опівнічні сини збираються в Нічному клубі, і Доглядач надсилає повідомлення про те, що Загиблі планують завербувати або вбити вцілілих членів Крові. Потім Midnight Sons знаходять Джеймса Рейдара, Патріарха та Правдослова з різним ступенем успіху; Патріарх приєднується до Заратоса, Правдослова вбиває Модред, а Джеймс Рейдар приєднується до опівнічних синів разом з Ембіррою, дочкою Райдара та однією з Полеглих, яка виступає проти Заратоса, коли бачить шляхетність Морбіуса. Тим часом Вікторія Монтезі дізнається, що вона запліднилася Хтоном. Доктор Стрендж допомагає їй саме тоді, коли на нього нападає Саломе, одна з Занепалих, яка стверджує, що вона є законною Верховною чарівницею. Доктор Стрендж зникає в іншому вимірі та поміщає Вікторію Монтезі в містичний стазис. На його місці з'являється Стрендж, містична конструкція Доктора Стренджа, яка базується на ньому самому. Стрендж приєднується до решти Midnight Sons у боротьбі проти The Fallen. Примарний Вершник протистоїть Заратосу один на один, і Примарний Вершник, очевидно, знищений, а його сила поглинена Заратосом. Тоді Сини Опівночі завмирають у боротьбі з Патріархом, Метархом і Атросіті, а Занепалі відступають. Доглядач показує, що є ще один член The Blood, з яким вони не зв’язувалися, Ливарний. Опівнічні сини вистежують Фаундрі, який дає їм меч під назвою Юстиціар. Вона стверджує, що це має бути загартована у власній крові, і жертвує собою. Потім Блейд використовує Юстиціара, щоб убити Патріарха, Метарха та Атросіті за допомогою інших Синів Опівночі. Вони вірять, що знищення The Fallen послабить Заратос. Вони атакують Заратос безпосередньо. Ембірр і Джеймс Рейдар також атакують і гинуть. Примарний Вершник, чий дух був поглинений Заратосом, тепер, вочевидь, атакує його зсередини, і Блейд вбиває Заратоса Юстиціаром. Заратос з мечем у грудях перетворюється на камінь. Потім Джонні Блейз, Помста, Морбіус, Блейд, Ганнібал Кінг, Стрендж і Доглядач проходять церемонію, під час якої їх клеймують символом палаючого кинджала. Доглядач каже, що вони стали наступниками оригінального «Ордену Синів Опівночі». Цей бренд поміщений на руки всіх членів нової команди, окрім Френка Дрейка, члена Nightstalkers і людського нащадка Дракули та Примарного вершника, який, очевидно, був знищений. Дрейку було заборонено приймати бренд через його відносну нормальність порівняно з іншими учасниками, які страждали надприродними стражданнями та були аутсайдерами. Однак йому дозволили бути асоційованим членом.

### Marvel Zombies
Нова команда Midnight Sons була санкціонована Щ.И.Т., урядовою агенцією, яка стежить за альтернативними реальностями Землі-616. Команду обирає Морбіус, який залучає Деймона «Пекельну бурю» Геллстрома (він же Син Сатани), Дженніфер Кейл, Людину-Створу та Нічного Перевертня, щоб стримати спалах вірусу зомбі від подальшого поширення у всесвіті 616. Команда коротко з’являється в кінці Marvel Zombies 3 і повністю з’являється в Marvel Zombies 4.

### Прокляття
Під час сюжетної лінії Доктор Стрендж: Прокляття Вонґ і привид собаки Доктора Стренджа Батс зібрали Блейда, Доктора Вуду, Ельзу Бладстоун, Примарного Вершника, Місячного Лицаря, Залізного Кулака та Людину, щоб сформувати останню інкарнацію Midnight Sons, щоб вони могли допомогти Доктор Стрендж бореться з військами Мефісто в Лас-Вегасі.

## Кросовери
- Rise of the Midnight Sons
  - Примарний вершник том. 3 №28 (Частина 1)
  - Ghost Rider/Blaze: Spirits of Vengeance #1 (Part 2)
  - Морбіус: Живий вампір №1 (частина 3)
  - Даркхолд: сторінка з Книги гріхів №1 (частина 4)
  - Nightstalkers #1 (Частина 5)
  - Примарний вершник том. 3 №31 (Частина 6)
- Опівнічна різанина
  - Nightstalkers #10 (Part 1)
  - Примарний вершник том. 3 №40 (Частина 2)
  - Даркхолд: сторінка з Книги гріхів №11 (частина 3)
  - Морбіус: Живий вампір №12 (частина 4)
  - Ghost Rider/Blaze: Spirits of Vengeance #13 (Part 5)
- Дорога до помсти: відсутня ланка
  - Примарний вершник том. 3 №41 (Частина 1)
  - Ghost Rider/Blaze:Spirits of Vengeance #14 (Part 2)
  - Примарний вершник том. 3 #42 (Частина 3)
  - Ghost Rider/Blaze: Spirits of Vengeance №15 (частина 4)
  - Примарний вершник том. 3 №43 (Частина 5)
  - Ghost Rider/Blaze: Spirits of Vengeance #16 (Part 6)
- Облога Темряви
  - Nightstalkers #14 (Part 1)
  - Примарний вершник том. 3 №44 (Частина 2)
  - Комікси Marvel представляють #143 (частина 3)
  - Даркхолд: сторінка з Книги гріхів №15 (частина 4)
  - Морбіус: Живий вампір №16 (частина 5)
  - Комікси Marvel представляють #144 (частина 6)
  - Доктор Стрендж, Всевишній чарівник №60 (частина 7)
  - Примарний гонщик/Блейз: Духи помсти №17 (частина 8)
  - Nightstalkers #15 (Part 9)
  - Примарний вершник том. 3 №45 (частина 10)
  - Marvel Comics представляє #145 (частина 11)
  - Даркхолд: сторінка з Книги гріхів №16 (частина 12) - останній випуск серії
  - Морбіус: Живий вампір №17 (частина 13)
  - Marvel Comics представляє #146 (частина 14)
  - Доктор Стрендж, Всевишній чаклун №61 (частина 15)
  - Примарний вершник/Блейз: Духи помсти №18 (частина 16)
  - Midnight Sons Unlimited №4 (частина 17)
  - Срібний соболь і дика зграя №19

## Зібрані видання
- Rise of the Midnight Sons ( Примарний гонщик том 3 №28, 31; Духи помсти №1, Морбіус: Живий вампір №1, Даркхолд №1, Nightstalkers №1)

## В інших медіа
У 2021 році видавець відеоігор 2K і Firaxis Games анонсували Marvel's Midnight Suns, тактичну рольову гру, у якій представлені Блейд, Росомаха, Ghost Rider, Доктор Стрендж, Залізна людина, Капітан Америка, Капітан Марвел, Ніко Мінору, Меджик, Людина-павук, Багряна відьма, і багато іншого, який буде випущено 7 жовтня 2022 року. Назва групи була змінена на Опівнічні Сини через те, що до складу квартету входили Меджік і сестра Грімм, а також Блейд і Примарний вершник.